# Ricardo Delgado (calciatore)
Ricardo Aleixo Delgado, meglio noto come Ricardo Delgado (São Francisco Xavier, 22 febbraio 1994), è un calciatore lussemburghese di origini portoghesi, difensore dello Swift Hesperange.

## Statistiche

### Cronologia presenze e reti in nazionale
| Cronologia completa delle presenze e delle reti in nazionale ― Lussemburgo | Cronologia completa delle presenze e delle reti in nazionale ― Lussemburgo | Cronologia completa delle presenze e delle reti in nazionale ― Lussemburgo | Cronologia completa delle presenze e delle reti in nazionale ― Lussemburgo | Cronologia completa delle presenze e delle reti in nazionale ― Lussemburgo | Cronologia completa delle presenze e delle reti in nazionale ― Lussemburgo | Cronologia completa delle presenze e delle reti in nazionale ― Lussemburgo | Cronologia completa delle presenze e delle reti in nazionale ― Lussemburgo |
| Data                                                                       | Città                                                                      | In casa                                                                    | Risultato                                                                  | Ospiti                                                                     | Competizione                                                               | Reti                                                                       | Note                                                                       |
| -------------------------------------------------------------------------- | -------------------------------------------------------------------------- | -------------------------------------------------------------------------- | -------------------------------------------------------------------------- | -------------------------------------------------------------------------- | -------------------------------------------------------------------------- | -------------------------------------------------------------------------- | -------------------------------------------------------------------------- |
| 5-9-2015                                                                   | Lussemburgo                                                                | Lussemburgo                                                                | 1 – 0                                                                      | Macedonia                                                                  | Qual. Euro 2016                                                            | -                                                                          |                                                                            |
| 9-10-2015                                                                  | Logroñés                                                                   | Spagna                                                                     | 4 – 0                                                                      | Lussemburgo                                                                | Qual. Euro 2016                                                            | -                                                                          |                                                                            |
| 12-10-2015                                                                 | Lussemburgo                                                                | Lussemburgo                                                                | 2 – 4                                                                      | Slovacchia                                                                 | Qual. Euro 2016                                                            | -                                                                          | 81’                                                                        |
| 13-11-2015                                                                 | Differdange                                                                | Lussemburgo                                                                | 1 – 0                                                                      | Grecia                                                                     | Amichevole                                                                 | -                                                                          |                                                                            |
| 17-11-2015                                                                 | Lussemburgo                                                                | Lussemburgo                                                                | 0 – 2                                                                      | Portogallo                                                                 | Amichevole                                                                 | -                                                                          |                                                                            |
| 25-3-2016                                                                  | Lussemburgo                                                                | Lussemburgo                                                                | 0 – 3                                                                      | Bosnia ed Erzegovina                                                       | Amichevole                                                                 | -                                                                          | 41’ 53’                                                                    |
| 29-3-2016                                                                  | Lussemburgo                                                                | Lussemburgo                                                                | 3 – 0                                                                      | Albania                                                                    | Amichevole                                                                 | -                                                                          | 51’ 86’                                                                    |
| 10-10-2016                                                                 | Barysaŭ                                                                    | Bielorussia                                                                | 1 – 1                                                                      | Lussemburgo                                                                | Qual. Mondiali 2018                                                        | -                                                                          | 36’                                                                        |
| 4-6-2017                                                                   | Lussemburgo                                                                | Lussemburgo                                                                | 2 – 1                                                                      | Albania                                                                    | Amichevole                                                                 | -                                                                          | 53’                                                                        |
| 9-6-2017                                                                   | Rotterdam                                                                  | Paesi Bassi                                                                | 5 – 0                                                                      | Lussemburgo                                                                | Qual. Mondiali 2018                                                        | -                                                                          | 26’                                                                        |
| Totale                                                                     |                                                                            | Presenze                                                                   | 10                                                                         |                                                                            | Reti                                                                       | 0                                                                          |                                                                            |

## Palmarès

### Club

#### Competizioni nazionali
- Coppa del Lussemburgo: 1

Jeunesse Esch: 2012-2013
- Campionato lussemburghese: 1

Swift Hesperange: 2022-2023